# Institut Max-Planck d'immunobiologie et d'épigénétique
L'Institut Max-Planck d'immunobiologie et d'épigénétique (en allemand Max-Planck-Institut für Immunbiologie und Epigenetik, abrégé en MPI-IE) situé à Fribourg-en-Brisgau est un institut de recherche interdisciplinaire de la Société Max-Planck. Les thèmes de recherche de l’institut concernent divers domaines de la biologie du développement et de l'immunobiologie, parmi lesquels l'origine et l'évolution du système immunitaire, le développement des organes lymphoïdes, les processus de signalisation par les complexes antigène-récepteur, les interactions hôte-pathogène, les voies de signalisation du développement biologique, la régulation de l'expression génétique et de la structure chromatine, les interactions entre cellules et la différenciation cellulaire. Cette recherche doit contribuer à élucider les mécanismes de formation et de fonctionnement du système immunitaire et d'autres structures biologiques.

## Nom et structure
L'institut a été fondé et 1961. En décembre 2010, le nom de l’institut a été étendu par l’adjonction de l'épigénétique, qui depuis 2006 est un thème central de recherche et dont le lien avec l'immunologie est ainsi devenu plus visible.
Les directeurs de l’institut sont :
- Thomas Jenuwein (en) (épigénétique),
- Asifa Akhtar (de) (régulation de chromatine),
- Thomas Boehm (de) (développement du système immunitaire),
- Ibrahim Cissé[2] (immunologie cellulaire et moléculaire).

En 2021, l'Institut comporte 11 groupes de recherche indépendants avec, au total, plus de 300 membres.

## International Max Planck Research School (IMPRS)
L'Institut gère, avec l'Université de Fribourg-en-Brisgau une école intitulée International Max Planck Research School for Molecular and Cellular Biology. Une telle école IMPRS correspond à une graduate school de préparation à un Ph. D. ; l'enseignement est en anglais.

## Anciens directeurs et directrices
- Otto Westphal (de) (1961–1982)
- Herbert Fischer (1964–1981)
- Otto Lüderitz (1965–1988)
- Klaus Eichmann (1981–2004)
- Georges Köhler (1984–1995)
- Davor Solter (de) (1991–2006)
- Rolf Kemler (1992–2013)
- Rudolf Grosschedl (2004–2020)
- Erika L. Pearce (2015–2020)